# Vahram Zaryan
Vahram Zaryan es un artista de performance francés, mimo, practicante de danza, director y coreógrafo. Es de origen armenio.

## Trayectoria artística
Vahram Zaryan realizó sus estudios de teatro, expresión corporal y danza en el Estudio de Arte Dramático de Abelyan en Vanadzor y después en el Conservatorio Nacional de Arte Dramático de Armenia. Se especializó en mimo, comenzando su aprendizaje en el Teatro Estatal de Pantomima de Ereván, dirigido por Zhirayr Dadasyan. Realiza cursos de danza con Yves Casati, de la ópera de París y de mimo corporal dramático con Ivan Bacciocchi en el Atelier de Belleville, técnica Étienne Decroux. Vahram Zaryan perfecciona sus estudios en la Escuela Internacional de Mimodrama de Marcel Marceau; él será uno de los últimos alumnos diplomados de la escuela. A su vez participa en cursos impartidos por Ariane Mnouchkine, Carolyn Carlson y Maurice Béjart y forma parte del grupo de teatro Mille Pattes con el que realiza giras por París y alrededores.
Crea una compañía de mimo con artistas de la escuela de Marcel Marceau, Le Théâtre Suspendu, que presentara varias creaciones (Sépia Quartet, Le Linge) en Francia y en Europa del Este. Paralelamente a las creaciones de la compañía, Vahram Zaryan interpreta entre otros el papel de “mimo blanco” en el contexto de una gala en el Palacio Garnier de París, rindiendo homenaje al cineasta Seguei Paradjanov en un espectáculo titulado Couleurs de la grenade y a Charlie Chaplin, un espectáculo creado especialmente para salas de cine. A su vez interpreta, también, el personaje de Vespone de la ópera de Pergolesi La serva padrona, en el Teatro Tambour Royal de París.
Recientemente ha participado en la Compagnie Interprelud dirigida por M. Borja en los espectáculos Théâtre (teatro) (La Colline Théâtre National / Festival impatience). e Intranquillité (adaptación de Libro del desasosiego de Fernando Pessoa). Vahram Zaryan ha interpretado muchos personajes en diversas compañías de todo el mundo (Alemania, Irán, Egipto, Rusia, Armenia), actuando también en cine y televisión.

## Vahram Zaryan Company
Vahram Zaryan crea la Compañía de Mimo Corporal Dramático Vahram Zaryan Company, la cual se dedica a las escrituras contemporáneas de teatro gestual. Se rodea de un dramaturgo, un escenógrafo, un compositor, un fotógrafo, y un video-artista con los que trabaja sobre una escritura dramatúrgica plural que combina texto, video y un universo sonoro en torno a una escritura gestual. A través del mimo la Compañía trabaja acerca de los temas de la identidad y del exilio en espectáculos que serán representados por varios países.
Siempre aferrado al arte del mimo, el director trata de utilizarlo desde un punto de vista contemporáneo sin ponerse límites a la hora de interpretar, buscando siempre la exactitud del gesto, del movimiento y la relevancia del tema tratado. Junto al dramaturgo F. Bracon crean un espectáculo titulado Confession que es representado en Europa del Este y Francia. Rápidamente enlazan este espectáculo con otro titulado Mater Replik, representado en Cité Universitaire Internationale de París, L’Atelier du Plateau en París y durante una gira realizada por los Estados Unidos, Rusia y Europa. Seguidamente adaptan la novela La Tête en bas Noëlle Châtelet publicada en 2002 realizando un espectáculo de mimo contemporáneo.

## Performance | Arte contemporáneo
Además de sus propias creaciones, Vahram Zaryan ha creado instalaciones y performances de arte contemporáneo para exposiciones y galerías, como la colaboración con Melik Ohanian durante la exposición Stutterig en CRAC de Sète. 
En 2014, crea un performance acerca de la obra Riadeau vert de Nina Childress en la Galerie Bernard Jordan de París.

## Espectáculos
- 2017-2019: OBLIQUE Contemporary Mime & Music performance[12]
- 2016-2017: Desasosiego (Libro del desasosiego, escrito por Fernando Pessoa)
- 2016-2017: Théâtre (M. Borja)
- 2014-2016: La Tête en bas (Noëlle Châtelet)
- 2012-2013: MATER REPLIK[13]
- 2012: IL Y A
- 2011: CONFESSION
- 2011: La Serva Padrona Giovanni Battista Pergolesi
- 2009: Couleurs de la grenade (Serguéi Paradzhánov)
- 2008: Chaplin
- 2007: Sepia Quartet Théâtre suspendu
- 2006: Le Linge